# Ле Сиданэ, Анри
Анри Эжен Огюстен Ле Сиданэ (фр. Henri Eugène Augustin Le Sidaner; 7 августа 1862, Порт-Луи, Маврикий — 16 июля 1939, Париж) — французский художник, работавший в различных художественных направлениях (импрессионизм, символизм и др.).

## Жизнь и творчество
Художник родился в семье капитана корабля. После окончания Франко-прусской войны 1870—1871 годов семья Ле Сиданэ возвращается во Францию и живёт в Дюнкерке. Здесь Анри берёт свои первые уроки рисования у местного художника Александра Десмита. При его поддержке Ле Сиданэ, приехавший в Париж в 1880 году, в 1882 поступает в парижскую Школу изящных искусств, в класс художника Александра Кабанеля. В 1882—1887 годах живёт в Этапле (Па-де-Кале).
Кабанель помог своему ученику добиться разрешения на экспозицию его работ на ежегодной выставке в Парижском салоне, и в 1887 году проходит выставка картин Ле Сиданэ в Салоне французских художников. Вскоре Ле Сиданэ, сумевший угодить взыскательному вкусу парижской публики, добивается известности как живописец, картины его охотно покупаются. Его работы выставляются регулярно в Парижских салонах конца XIX столетия, в парижской галерее Анри Пети, в галерее Гупиль в Лондоне (Goupil Galleries). Ле Сиданэ много путешествует. Он посещает как мировые метрополии — Нью-Йорк, Лондон, Рим, Венецию — так и живописные уголки Франции, где делает многочисленные этюды (побережье Нормандии, Бретань, Пиренеи). В 1898—1899 годах Ле Сиданэ живёт и работает в Брюгге. По возвращении на родину селится в Версале. Также много времени проводил на Уазе, в городке Жерберуа, где купил дом и писал свои картины.

## Творчество
При жизни регулярно выставлялся в Парижском салоне и в галереях Лондона. Его работы написаны в стиле импрессионизма и неоимпрессионизма, хотя начинал он как реалист. В течение 1890-х годов живопись Ле Сиданэ ближе к символизму и пуантилизму. Многие художественные критики характеризуют его стиль как особый, сугубо индивидуальный, благодаря его уникальному личному видению света и цвета. Картинам Ле Сиданэ свойственна мягкая, приглушённая, несколько таинственная атмосфера; они интеллектуальны по содержанию и проникнуты духом воспоминаний и ностальгии. Во многом творчество Ле Сидане сближается с интимизмом.
В своей живописи Ле Сиданэ стремится одухотворить природу, придав ей характерную для символизма атмосферу нежной грусти и тайны. Он подлинный «живописец души»: его девушки в белом, по словам Габриэль Муре, — это «сонм туманных видений, снегурочек с распахнутыми в жизнь наивными глазами». Поздние картины Ле Сидане — пейзажи без единой живой души — создают ощущение покоя и сосредоточенности.
Ещё при жизни Ле Сиданэ получил прозвище «Метерлинк живописи». О его творчестве восторженно отзывался Марсель Пруст. В четвёртом томе его эпопеи «В поисках утраченного времени» («Содом и Гоморра») один из героев романа, коллекционер, расходует огромные денежные суммы на покупку картин Ле Сиданэ.

## Галерея

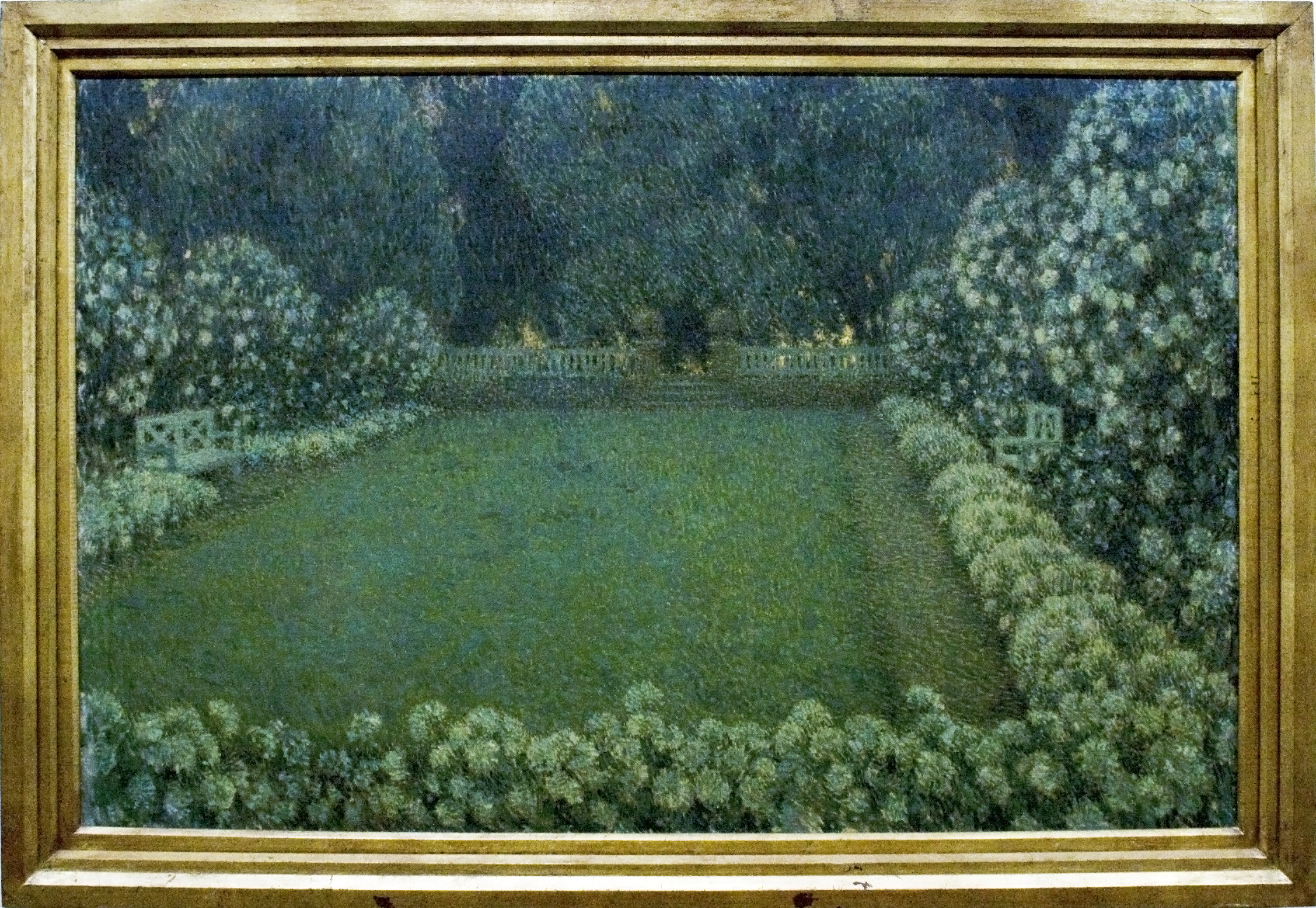
Белый сад
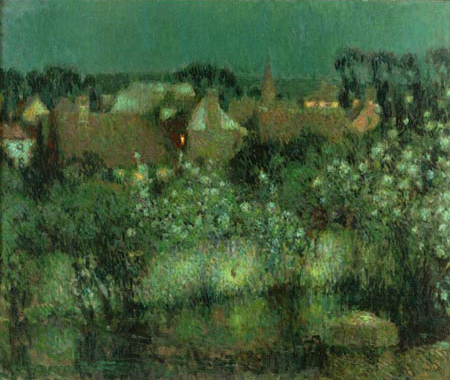
В лунном свете (1910)
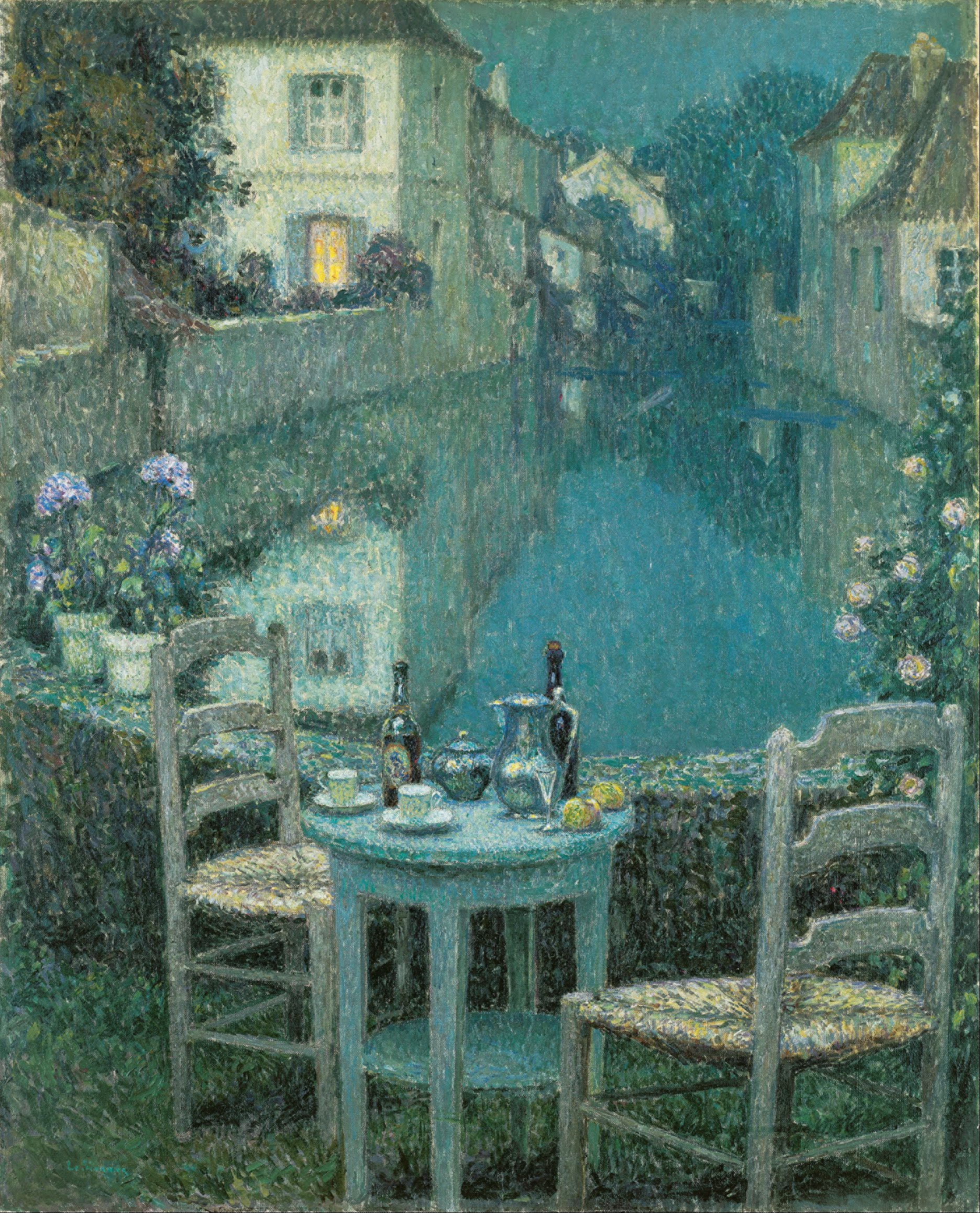
Малое вечернее застолье (1921)
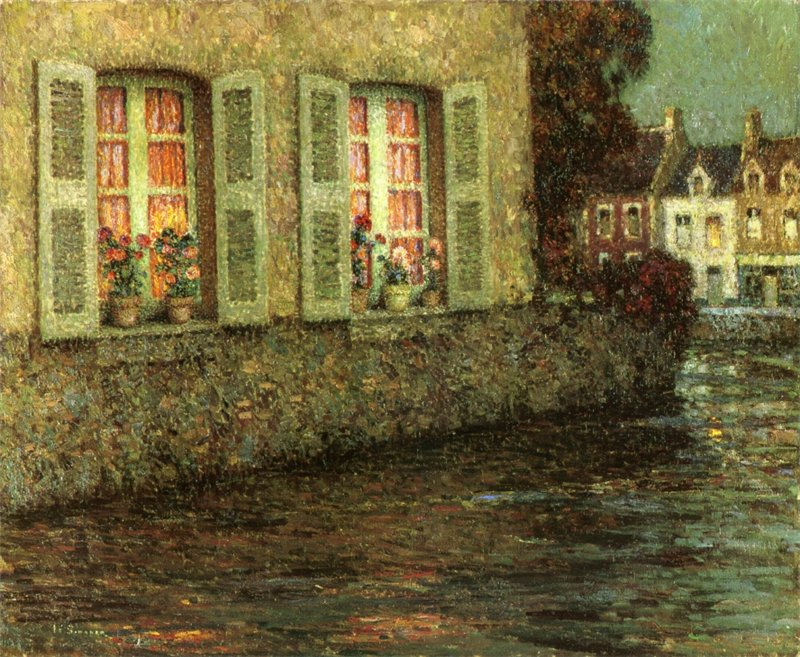
Окна (1910)
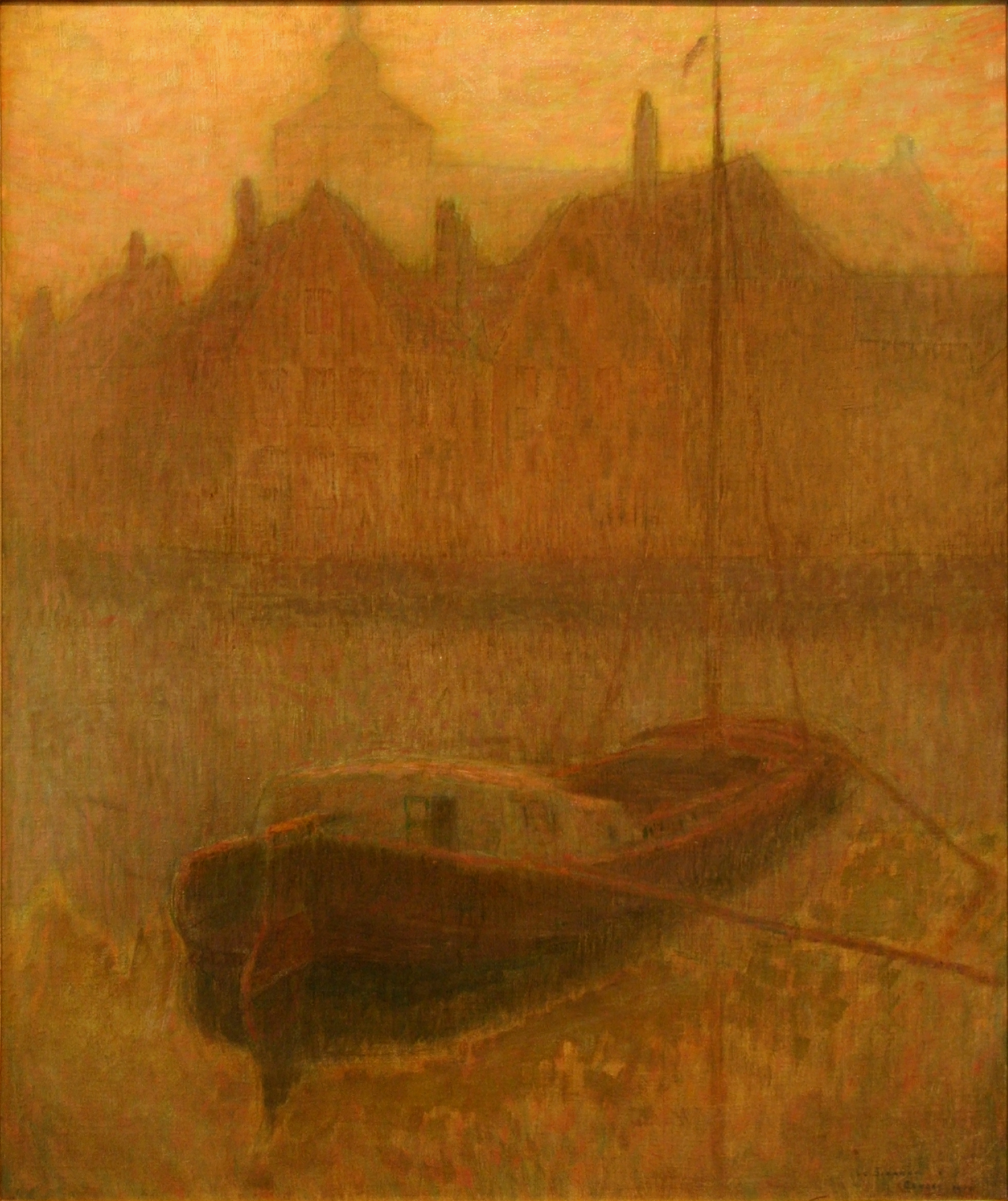
Барка на канале (1900)
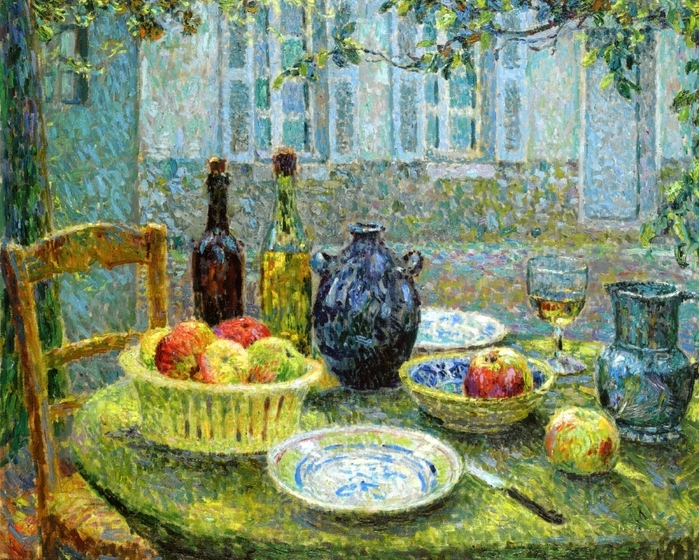
Столик у Пьера в Жерберуа
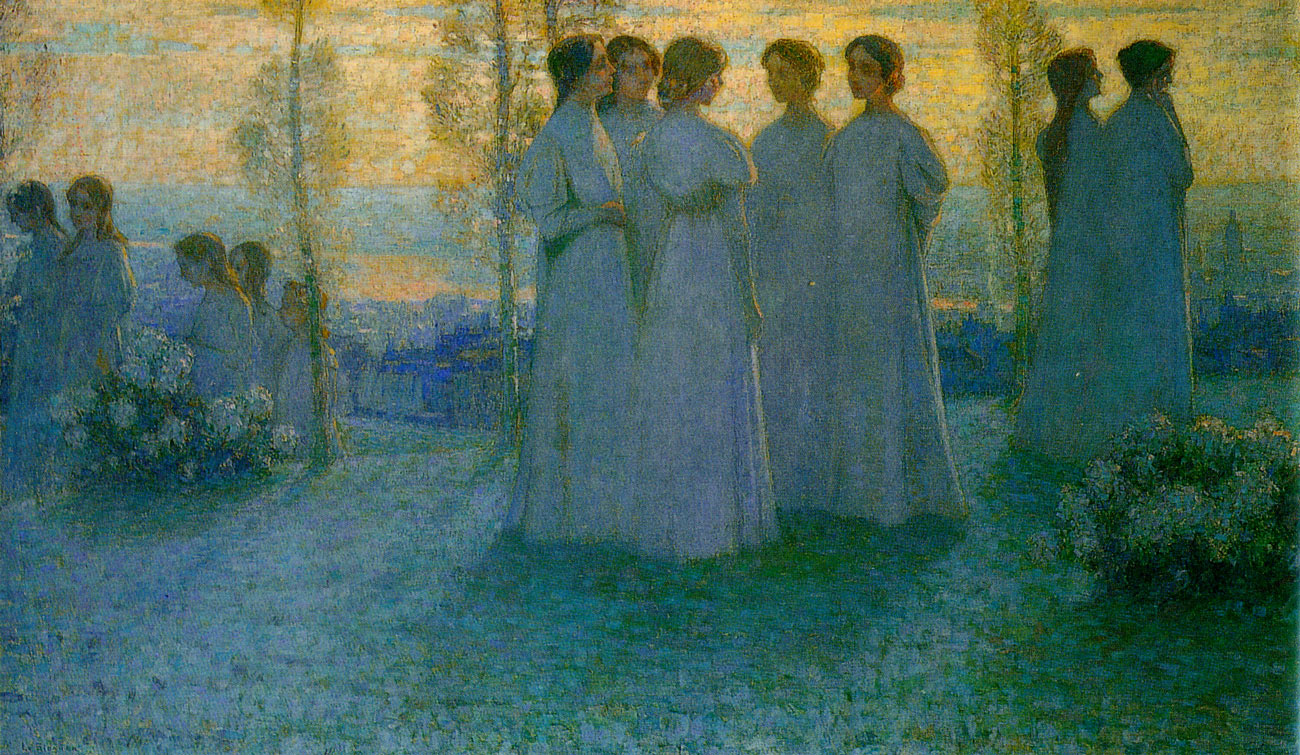
Воскресенье (1898)
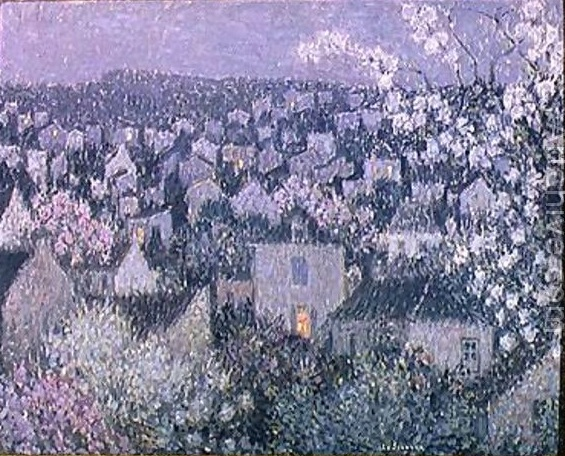
В вечернее время (1920)
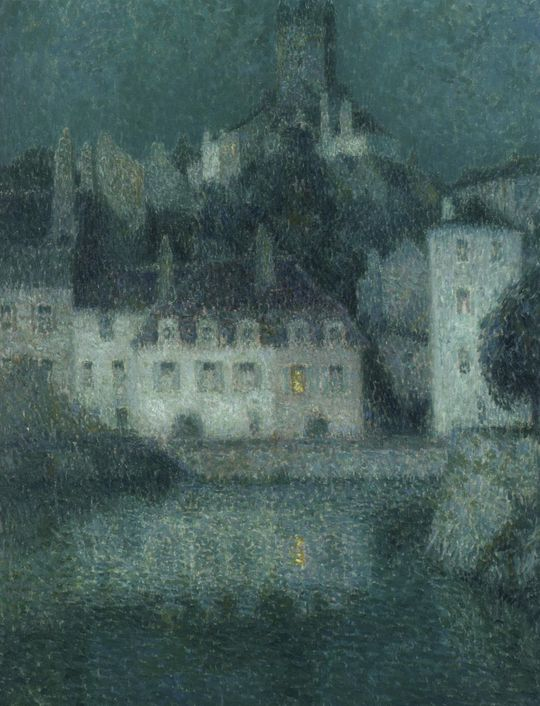
Белые дома в Кимперле (1909)
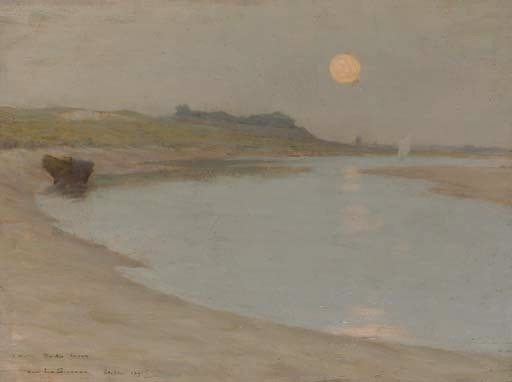
Этапль. Лунный свет (1891)
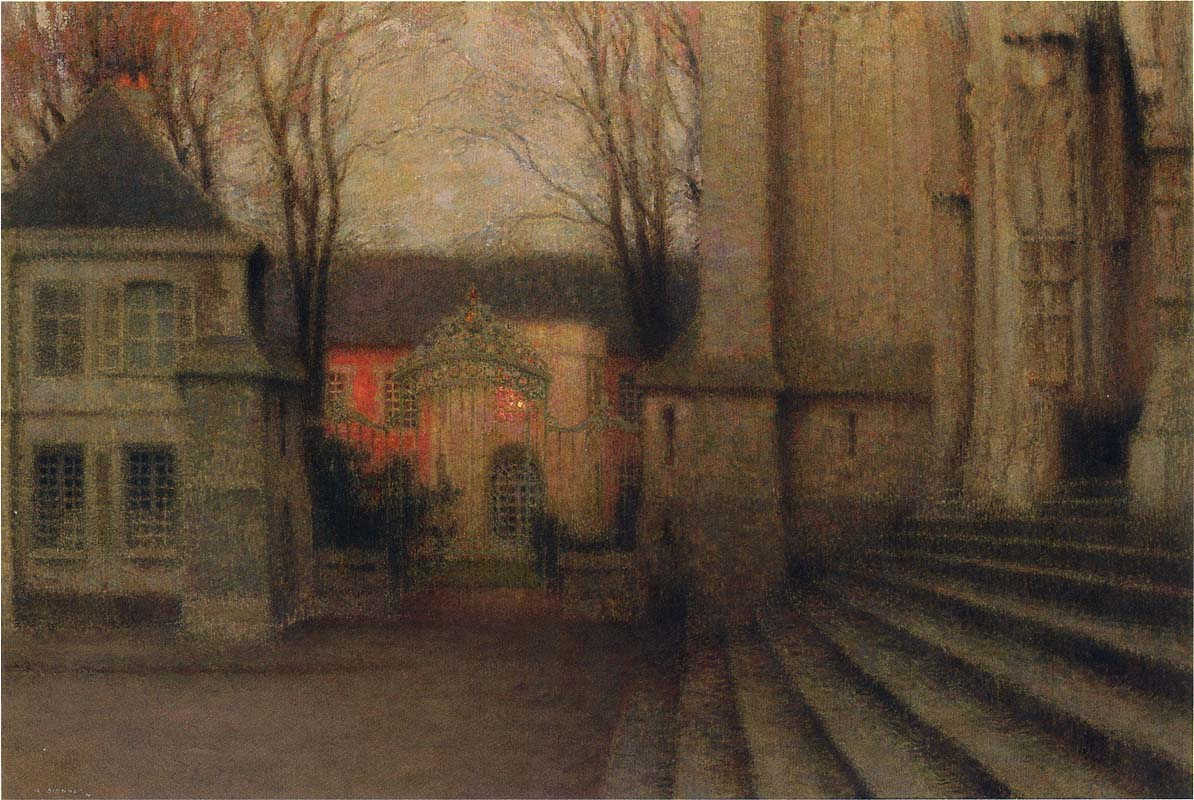
У собора (1913)
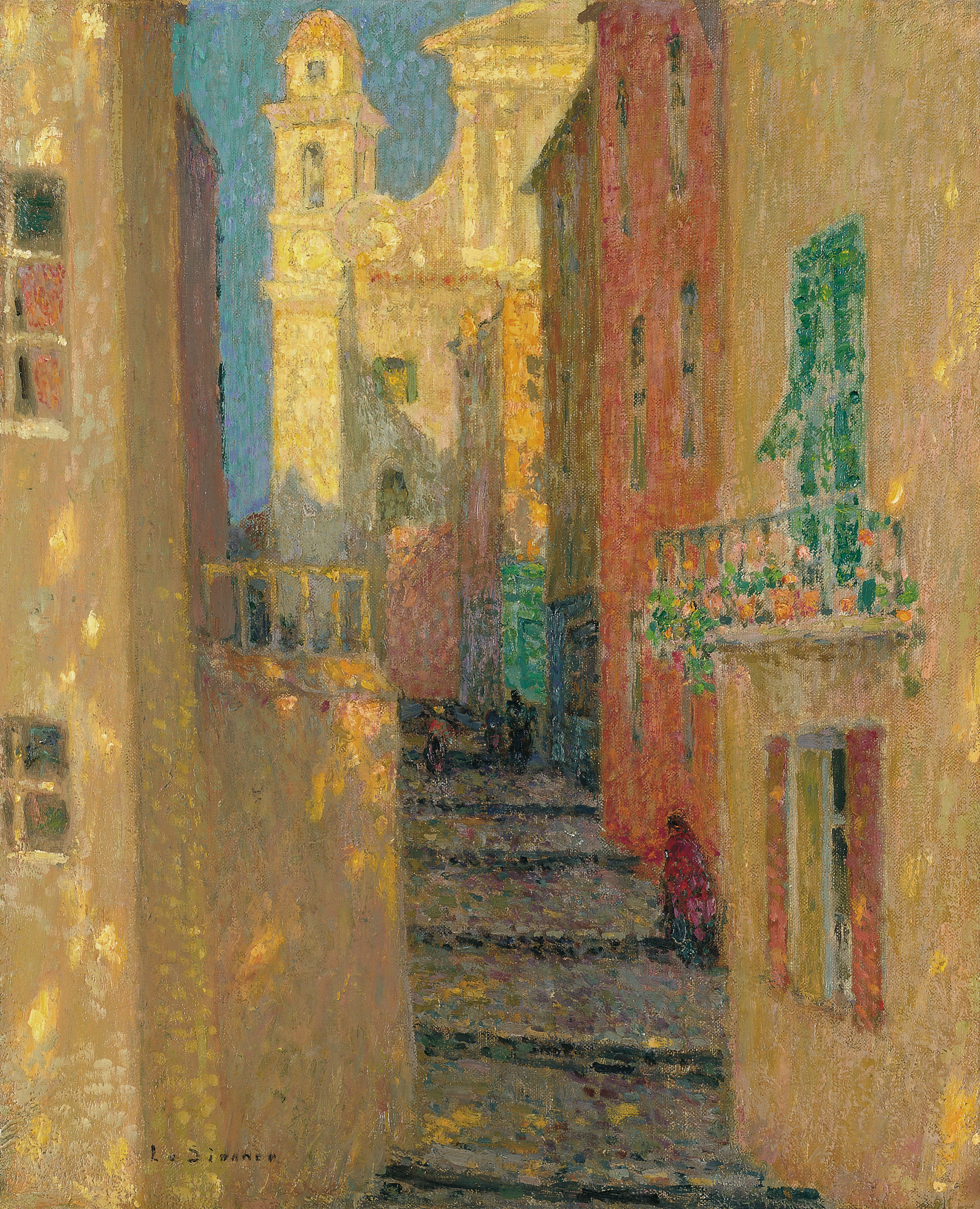
Вильфранш-сюр-Мер. Дорога к собору (1928)